# Rolf Krüsmann
Rolf Krüsmann (* 6. Oktober 1941 in Münster) ist ein ehemaliger deutscher Leichtathlet, der – für die Bundesrepublik startend – bei den Europameisterschaften 1966 die Silbermedaille mit der 4-mal-400-Meter-Staffel gewann (3:04,8 min, Friedrich Roderfeld, Jens Ulbricht, Rolf Krüsmann, Manfred Kinder). Im 400-Meter-Lauf dieser Europameisterschaften wurde er Fünfter (46,7 s).
Krüsmann gehörte dem Sportverein VfL Bochum an. In seiner aktiven Zeit war er 1,76 m groß und wog 60 kg.
Von 1990 bis 1996 fungierte er als Bundestrainer der 400-Meter-Männer. Sein größter Erfolg als Trainer war der Gewinn der Bronzemedaille seiner 4-mal-400-Meter-Staffel (Rico Lieder, Karsten Just, Olaf Hense, Thomas Schönlebe) bei den Weltmeisterschaften 1993 in Stuttgart, sowie zuvor als Heimtrainer des 400-Meter-Läufers Hartmut Weber der Europameistertitel 1982.
Mittlerweile lebt er in Schwerte nahe Dortmund.
| Personendaten    | Personendaten          |
| ---------------- | ---------------------- |
| NAME             | Krüsmann, Rolf         |
| KURZBESCHREIBUNG | deutscher Leichtathlet |
| GEBURTSDATUM     | 6. Oktober 1941        |
| GEBURTSORT       | Münster                |